# Arbejderhistorie
Arbejderhistorie er et dansk historisk tidsskrift udgivet af Selskabet for Arbejderhistorie.
Tidsskriftet blev under titlen Arbejderhistorie udgivet første gang i 1982, som en fortsættelse af tidsskriftet Meddelelser om forskning i arbejderbevægelsens historie, udgivet fra 1973 til slutningen af 1981.
Arbejderhistorie, der også er blevet udgivet med undertitlen tidsskrift for historie, kultur og politik, redigeres af en uafhængig redaktion og indeholder artikler om 'arbejderhistorie' i en bred fortolkning. Det betyder, at der i tidsskriftet findes artikler om arbejderbevægelsen og dens historie, men også artikler om besættelsen, den kolde krig, ungdomsoprøret og en bred vifte af andre emner inden for det 19. og 20. århundredes politiske, sociale og kulturelle historie. Desuden bringes der analyser af alt fra fagforeningsarbejde på Sankt Croix til spionage i DDR.
De videnskabelige artikler i tidsskriftet bedømmes af forskere fra et uafhængigt bedømmelsespanel og udgives af Selskabet for Arbejderhistorie.
Nyere udgaver af tidsskriftet er tilgængeligt fra tidsskrift.dk-platformen.